# Војћех Јарузелски
Војћех Витолд Јарузелски (пољ. Wojciech Witold Jaruzelski; Куров, 6. јул 1923 — Варшава, 25. мај 2014) био је пољски генерал и политичар одговоран за забрану и покушаје сламања деловања синдиката Солидарност.
Родио се у аристократској породици, и одрастао је на породичном имању близу града Бјалисток. Касније је похађао католички интернат. Пошто је потписан пакт Рибентроп-Молотов, с породицом је побегао у Литванију где му је умро отац. Учествовао је у заузимању Берлина. У војсци је био од 1945. до 1991. тј. цели Хладни рат. Водио је Пољаке током инвазије на Чехословачку 1968. године. Године 1972. сусрео се са кубанским вођом Фиделом Кастром. Посљедњи је председник Народне Републике Пољске и први председник демократске Пољске, али на ту функцију није био изабран, нити је на њој провео целу годину дана.
Јарузелски, који је и до смрти остао непопуларан у властитом народу, 2005. примио је комеморациони орден од Владимира Путина, те се извинио чешком председнику због почињених злочина током инвазије Чехословачке 1968.